# 隆特拉斯
隆特拉斯是巴西圣卡塔琳娜州的一个市镇。总面积230平方公里，总人口9180人，人口密度39.9人/平方公里。